# Nagy Gábor Tamás
Dr. Nagy Gábor Tamás (Budapest, 1960. október 8. –) magyar jogász, szociológus, politikus, 1998 és 2019 között Budapest I. kerületének polgármestere.

## Pályafutása
A Kölcsey Ferenc Gimnáziumban érettségizett 1979-ben. 1985-ben diplomázott az ELTE Állam- és Jogtudományi Karán, szociológus diplomáját 1986-ban kapta meg. Sorkatonaként szolgált 1988–1989-ben. 1990-től az MTA Kutatás- és Szervezetelemző Intézetének tudományos munkatársa. Az ELTE ÁJK jogszociológia tanszékén oktat mellékállásban.

### Politikai pályafutása
1989-től a Fidesz tagja. 1990 nyarán az Egyesült Államokban tanulmányozta a politikai intézményeket. 1993. december 12-én behívással (budapesti lista) országgyűlési képviselő lett. 1998-tól 2014-ig az 1. egyéni választókerület országgyűlési képviselője volt, 1998 és 2019 között Budapest I. kerületének polgármestere. 1998 júniusától tagja az Európa Tanács Parlamenti Közgyűlése magyar delegációjának. A 2019-es választáson 0,97 százalékponttal kikapott az ellenzéki V. Naszályi Mártától.
Nős, egy gyermeke van.